# Architekturmuseum der Technischen Universität München

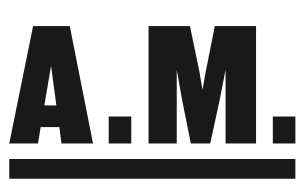
Logo des Architekturmuseums der TUM

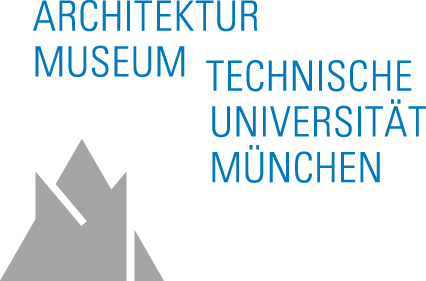
Logo des Architekturmuseums der TU München von 1989 bis 2013

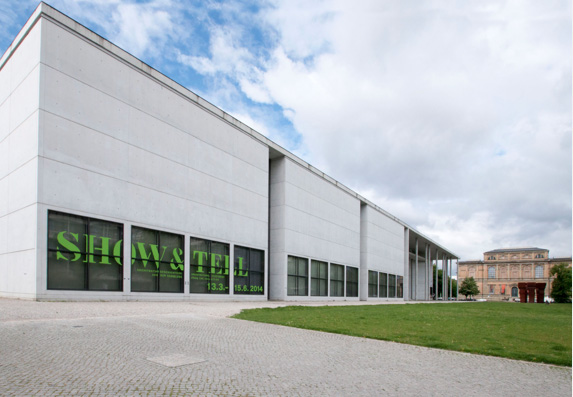
Architekturmuseum der TUM in der Pinakothek der Moderne (Foto 2015)

Das Architekturmuseum der TUM ist ein universitäres, forschendes Museum zur Architekturgeschichte. Trägerin des Museums ist die Fakultät für Architektur der Technischen Universität München, unterstützt durch den Freundeskreis Architekturmuseum TUM. Sie ist die weitaus größte Spezialsammlung von Architektursammlungen in der Bundesrepublik Deutschland. Gründungsdirektor des Architekturmuseums war Winfried Nerdinger. Ihm folgte am 1. Oktober 2012 Andres Lepik.
Die Ausstellungsräume des Architekturmuseums der TUM befinden sich in demselben Gebäude wie die Pinakothek der Moderne.

## Geschichte
König Ludwig II. schenkte der neu gegründeten „Königlich Polytechnischen Schule“, der heutigen Technischen Universität, 1868 eine Sammlung architektonischer Entwürfe namens Lehrsammlung für die Architekturausbildung an der Neuen Polytechnischen Schule. Diese diente als Lehrsammlung für die Architekturausbildung. Im durch Friedrich von Thiersch errichteten Neubau an der Gabelsbergerstraße erhielt die Vorbildsammlung 1916 eine große repräsentative Raumflucht, die das Zentrum der Architekturabteilung bildete.
Nachdem in der Lehre immer mehr von Originalzeichnung auf Lichtbilder und Glasnegative und die Entwürfe zudem sich immer mehr auf Konstruktion und Bautechnik konzentrierten, nahm die Bedeutung der Vorbildsammlung in den 1920er und 1930er Jahren zunehmend ab. Die Sammlung wandelte sich allmählich in ein Architekturarchiv und wurde als „Architektursammlung der Technischen Hochschule München“ vor allem als wissenschaftliche Forschungsstätte genutzt.
Im Zweiten Weltkrieg wurden die Bestände rechtzeitig ausgelagert, die Prunkräume wurden allerdings völlig zerstört. Nach Kriegsende erhielt die Architektursammlung keine Ausstellungsräume mehr, die Bestände lagerten komplett in Depots der Technischen Universität.
Seit der Gründung 1868 wurde die Sammlung kontinuierlich ausgebaut. Käufe und Stiftungen sowie Nachlässe wie der Theodor Fischers bauten die Sammlung immer weiter aus, so dass sie bereits vor dem Ersten Weltkrieg über die Funktion einer Vorbildsammlung hinausging und zur Architektursammlung mit Forschungs- und Sammlungsschwerpunkt wurde. Größere Neuerwerbungen waren die sogenannte „Gärtner-Sammlung“ 1884, die den geschlossenen Bestand an Zeichnungen Friedrich von Gärtners und seiner Schüler, unter denen vor allem Friedrich Bürklein, umfasst, die Übernahme der „Architekturgeschichtlichen Sammlung der Landeshauptstadt München“ 1970, die Übernahme der Architekturzeichnungen aus der Bibliothek des Deutschen Museums um 1970 sowie mit Unterstützung des Bundes der Freunde der Technischen Universität München der Erwerb der Architekturzeichnungen und Pläne u. a. von Georg von Hauberrisser, Christian Friedrich Leins, Friedrich Laves und Olaf Andreas Gulbransson.
Dennoch kam sehr bald der Wunsch nach neuen Ausstellungsräumen auf, um die Sammlung einer breiteren Öffentlichkeit zugänglich zu machen. Daher wurde seit 1975 kontinuierlich und systematisch die wissenschaftliche Spezialsammlung in ein Archiv mit Museumsfunktionen umgewandelt. Die Technische Universität München konnte keine geeigneten Ausstellungsräume zur Verfügung stellen. 1977 wurde daher mit dem Münchner Stadtmuseum eine Zusammenarbeit vereinbart, bei der die Architektursammlung fast jährlich eine Ausstellung im Stadtmuseum konzipierte, das Stadtmuseum seinerseits dafür die Kosten für Ausstellung und Katalog übernahm. Somit konnten Teilbereiche der Sammlung sowie für einzelne Nachlässe der Bestand wissenschaftlich erarbeitet und in Ausstellungskatalogen publiziert werden. Diese Form der Zusammenarbeit war Vorbild auch für weitere Kooperationen mit anderen Museen.
Nachdem ein möglicher Neubau auf dem Gelände der früheren Türkenkaserne der Realisierung immer näher rückte, wurde die Architektursammlung 1989 in Architekturmuseum umbenannt. Mit den geometrischen Grundformen eines Dreiecks mit eingeschriebenem Quadrat, als architektonisches Zeichen für A und M, erhielt das Museum nun auch ein eigenes signifikantes Logo. Seit Eröffnung der Pinakothek der Moderne besitzt das Architekturmuseum der TUM dort eigene Ausstellungsräume. Es ist keine Dauerausstellung zu sehen, sondern es finden in unregelmäßigen Abständen wechselnde Ausstellungen statt.

## Sammlungsbestände
Der enorme Bestand des Archivs ist das historische ‘Gedächtnis’ des Department of Architecture (ARC) der TUM School of Engineering and Design mit Dokumenten vom 16. Jahrhundert bis heute. Die Bestände wachsen durch die Übernahme von Nachlässen bedeutender Architekten kontinuierlich weiter an. Heute umfasst das größte Spezial- und Forschungsarchiv für Architektur in Deutschland circa 500.000 Zeichnungen und Pläne von annähernd 700 Architekten, über 100.000 Originalphotographien sowie eine Vielzahl an Modellen und Archivalien. Der Schwerpunkt der Sammlung liegt auf der deutschen Architektur vom 19. bis 21. Jahrhundert. Die Spannweite an Arbeiten namhafter Architekten reicht von Balthasar Neumann bis zu Le Corbusier und von Leo von Klenze bis Peter Zumthor.

## DigitAM – Die digitale Datenbank des Archivs | DFG-Projekt
Das Architekturmuseum der TUM und die Universitätsbibliothek der TUM haben mit der Unterstützung der Deutschen Forschungsgemeinschaft (DFG) seit Juni 2009 mit der Digitalisierung der Plansammlung des Archivs begonnen. Das DFG-Projekt zielt darauf ab, die wertvollsten Plan-Bestände des Architekturmuseums (etwa 40.000) zu sichern, ihre Verwaltung zu erleichtern und sie durch eine hochauflösende Digitalisierung, Erschließung und Online-Präsentation für Forschung, Lehre und Öffentlichkeit optimal zugänglich zu machen.

## Ausstellungen
Das Museum zeigt ein breit gefächertes Programm wechselnder Ausstellungen. Bei der Vorbereitung nutzt das Architekturmuseum der TUM seine in Deutschland einzigartige Stellung als Hochschulinstitution mit Archiv und Ausstellungsräumen. Das Potential der Technischen Universität München sowie die Verbindung von Sammlung, Lehre und Forschung ermöglichen eine intensive interdisziplinäre Erarbeitung historischer und aktueller Themen aus allen Bereichen der Architektur. Einen vertiefenden Zugang bieten die vom Architekturmuseum der TUM herausgegebenen Kataloge.
Ausstellungen (Auswahl):
- 2002/03: Exemplarisch – Konstruktion und Raum in der Architektur des 20. Jahrhunderts
- 2003: Dinner for Architects – Serviettenskizzen für das Architekturmuseum
  - Gottfried Semper 1803–1879 – Architektur und Wissenschaft
- 2003: The Unbuilt Monuments – Computeranimationen von Takehiko Nagakura
- 2003/04: SchauSpielRaum – Theaterarchitektur
  - Otto Steidle – Land Stadt Haus
- 2004: Die Stadt des Monsieur Hulot – Jacques Tatis Blick auf die moderne Architektur
  - show me the future – wege in die zukunft, engineering und design von Werner Sobek
- 2004/05: Von innen und außen bewegt – Diener & Diener
  - Kazunari Sakamoto – Häuser – Poetik im Alltäglichen
- 2005: Architektur der Wunderkinder – Aufbruch und Verdrängung in Bayern 1945–1960
  - Die Neuen kommen! Weibliche Avantgarde in der Architektur der zwanziger Jahre
  - Frei Otto – Leicht bauen, natürlich gestalten[3]
- 2005: Ideale Stadt – Reale Projekte, Architekten von Gerkan, Marg und Partner in China
- 2005/06: Heinz Tesar – Architektur beginnt vor der Architektur
- 2006: Ort und Erinnerung – Nationalsozialismus in München
  - Architektur+Sport – Vom antiken Stadion zur modernen Arena
  - 1234 – die architektur von sauerbruch hutton
- 2006/07: Architektur wie sie im Buche steht – Fiktive Bauten und Städte in der Literatur
- 2007: 100 Jahre Deutscher Werkbund 1907|2007[4]
- 2007/08: Architektur, Menschen und Ressourcen – Baumschlager-Eberle 2002|2007
- 2008: Architektur im Kreis der Künste – 200 Jahre Kunstakademie München
  - In Sand gezeichnet – Entwürfe von Alvar Aalto
  - Sep Ruf 1908–1982 – Moderne mit Tradition
- 2008/09: Munio Weinraub | Amos Gitai – Architektur und Film in Israel
  - Multiple City – Stadtkonzepte 1908|2008
- 2009: Klaus Kinold – Der Architekt photographiert Architektur
  - Jabornegg & Pálffy – Bauen im Bestand
- 2009/10: Die Kunst der Holzkonstruktion – Chinesische Architekturmodelle
  - Zlín – Modellstadt der Moderne
- 2010: Wendepunkt(e) im Bauen – Von der seriellen zur digitalen Architektur
- 2010: Von Kapstadt nach Brasília, Neue Stadien der Architekten von Gerkan, Marg und Partner
- 2010: Geschichte der Rekonstruktion – Konstruktion der Geschichte
- 2010/11: Material Zeit – Wandel Hoefer Lorch & Hirsch
- 2011: Fotografie für Architekten – Die Fotosammlung des Architekturmuseums der TU München
  - Walter Benjamin: Eine Reflexion in Bildern
  - Die Weisheit baut sich ein Haus – Architektur und Geschichte von Bibliotheken
- 2011/12: Bauen mit Holz – Wege in die Zukunft
- 2012: John Pawson
  - L’architecture engagée – Manifeste zur Veränderung der Gesellschaft
  - Le Corbusier – Le poème de l’angle droit
- 2012/13: Der Architekt – Geschichte und Gegenwart eines Berufsstandes
  - Die Befreiungshalle in Kelheim – Vom Nationaldenkmal zum Erbe der Welt (Archäologisches Museum der Stadt Kelheim)
  - Afritecture – Bauen mit der Gemeinschaft
- 2014: Show & Tell. Architekturgeschichte(n) aus der Sammlung, Kuratoren: Hilde Strobl mit Klaus Altenbuchner, Hanna Böhm und Markus Lanz
- 2014/15: Lina Bo Bardi. Brasiliens alternativer Weg in die Moderne,[5] Kuratorin: Vera Simone Bader
- 2015: ZOOM! Architektur und Stadt im Bild,[6] Kuratorin: Hilde Strobl
- 2015: Paul Schneider-Esleben. Architekt.
- 2016: World of Malls. Architekturen des Konsums. Katalog.[7]
- 2016: Keine Angst vor Partizipation! Wohnen heute, Kuratorin: Hilde Strobl
- 2016/2017: Radically Simple, Werkschau des afrikanischen Architekten Francis Kéré[8], Kuratorin: Ayça Beygo
- 2017: Draussen | Out there – Landschaftsarchitektur auf globalem Terrain, Kuratorin: Irene Meissner
- 2017/2018: Does Permanence Matter? Ephemeral Urbanism, Kuratoren: Marcelo della Giustina, Andres Lepik, Rahul Mehrotra, Felipe Vera, Asli Serbest und Mona Mahall
- 2018: Wohnungen, Wohnungen, Wohnungen. Wohnungsbau in Bayern 1918/2018, Kuratorin: Hilde Strobl
- 2018: African Mobilities. This is not a refugee camp exhibition, Kuratorin: Mpho Matsipa
- 2018/2019: Königschlösser und Fabriken. Ludwig II. und die Architektur, Kuratorin: Katrin Bäumler
- 2019: Die Neue Heimat (1950-1982). Eine sozialdemokratische Utopie und ihre Bauten, Kuratorin: Hilde Strobl
- 2019: Zugang für Alle. São Paulos soziale Infrastrukturen, Kurator: Daniel Talesnik
- 2019/2020: Balkrishna Doshi. Architektur für den Menschen, Kuratorin: Khushnu Panthaki Hoof
- 2020: Experience in Action! Designbuild in der Architektur, Kuratorin: Vera Simone Bader
- 2020/21: Die Architekturmaschine. Die Rolle des Computers in der Architektur, Kuratorin: Teresa Fankhänel
- 2021: Taiwan Acts!, Gastkuratoren: Chen-Yu Chiu und Chun-Hsiung Wang
- 2021/22: Obdachlosigkeit, Architektur und die Stadt, Kurator: Daniel Talesnik[9]
- 2022: Zwanzig, und jetzt?: Die Pinakothek der Moderne vom Wettbewerb bis heute (Jubiläumsausstellung der Pinakothek der Moderne), Kuratorin: Ella Neumaier
- 2022: "Neue Nachbar*innen: Einblicke ins Archiv", Kuratorin: Mariann Juha zusammen mit Barbara Wolf
- 2022: "Die Olympiastadt München: Rückblick und Ausblick", Kuratorin: Irene Meissner
- 2023: "Marina Tabassum Architects: In Bangladesh", Kuratorinnen: Marina Tabassum und Vera Simone Bader[10]
- 2023: "Das Kranke(n)haus: Wie Architektur heilen hilft", Kurator*innen: Tanja C. Vollmer, Andres Lepik und Lisa Luksch[11]
- 2024: The Gift. Großzügigkeit und Gewalt in der Architektur[12]
- 2024/25: Visual Investigations. Zwischen Aktivismus, Medien und Gesetz
- 2025: Trees, Time, Architecture! Design in Constant Transformation[13]
- 2025: 4 Museen - 1 Moderne (Gemeinschaftsausstellung aller 4 Museen der Pinakothek der Moderne)